# Comuna Izvoare, Dolj
Izvoare este o comună în județul Dolj, Oltenia, România, formată din satele Corlate, Domnu Tudor și Izvoare (reședința).
Comuna Izvoare a primit actualul nume de la D-l Constantinescu Constantin-fost "Urâta C-tin- (n 20.12.1928- d. 17.05.2004) fost primar al localității. D-l Constantinescu a schimbat numele din "RUDARI" în "IZVOARE" inspirându-se din faptul că satul este străbătut de mai multe izvoare și pâraie, și este traversat de către "Baboia".
Satul se află pe ruta Craiova-Calafat, la 6 km de Galicea Mare, și 15 km de Băilești, cel mai apropiat oraș.
În prezent sporul natural este negativ, în scadere sporul migrator de asemenea, majoritate tinerilor se află la muncă in țările europene mult dezvoltate, iar populația este predominant alcătuită din oameni vârstnici. În ciuda scăderii numărului locuitorilor, satul Izvoare se dezvoltă, prin asfaltarea drumului dinspre Galicea mare către Vârtop. Acest lucru reprezintă un punct pozitiv, deoarece deschide o cale spre posibile viitoare investiții în agricultură, localitatea detinând importante hectare de teren virane ce așteaptă să fie valorificate.
Există o multime de proprietăți ṣi resedințe abandonate care pot fi transformate în pensiuni agroturistice și case de locuit moderne, în cazul în care în această locație s-ar putea valorifica fonduri europene de către viitori industriași.

## Demografie
Componența etnică a comunei Izvoare
     Români (89,63%)
     Alte etnii (0,23%)
     Necunoscută (10,14%)
Componența confesională a comunei Izvoare
     Ortodocși (89,33%)
     Alte religii (0,08%)
     Necunoscută (10,6%)
Conform recensământului efectuat în 2021, populația comunei Izvoare se ridică la 1.321 de locuitori, în scădere față de recensământul anterior din 2011, când fuseseră înregistrați 1.643 de locuitori. Majoritatea locuitorilor sunt români (89,63%), iar pentru 10,14% nu se cunoaște apartenența etnică. Din punct de vedere confesional, majoritatea locuitorilor sunt ortodocși (89,33%), iar pentru 10,6% nu se cunoaște apartenența confesională.

## Politică și administrație
Comuna Izvoare este administrată de un primar și un consiliu local compus din 9 consilieri. Primarul, Mihăiță Cocîrlă[*], de la Partidul Social Democrat, este în funcție din octombrie 2020. Începând cu alegerile locale din 2024, consiliul local are următoarea componență pe partide politice:
|  | Partid                    | Consilieri | Componența Consiliului | Componența Consiliului | Componența Consiliului | Componența Consiliului | Componența Consiliului |
|  | ------------------------- | ---------- | ---------------------- | ---------------------- | ---------------------- | ---------------------- | ---------------------- |
|  | Partidul Social Democrat  | 5          |                        |                        |                        |                        |                        |
|  | Partidul Național Liberal | 2          |                        |                        |                        |                        |                        |
|  | Uniunea Salvați România   | 2          |                        |                        |                        |                        |                        |

## Personalități
- Petre Vancea (1902-1986), medic oftalmolog, profesor la Facultatea de Medicină din Iași și la Facultatea de Medicină din București, membru corespondent al Academiei Române din 1963.